# Zarenne Fas
Zarenne Fas, född 28 april 2015 i Italien, är en italiensk varmblodig travhäst. Han tränas av Jerry Riordan vid Halmstadtravet och körs oftast av Rikard N. Skoglund eller Magnus A Djuse.
Zarenne Fas började tävla 2017 och segrade i fyra av sju starter under året. Han har till februari 2022 sprungit in 7,4 miljoner kronor på 61 starter varav 14 segrar, 10 andraplatser och 6 tredjeplatser. Han har tagit karriärens hittills största seger i Finlandialoppet (2020). Han har även segrat i Gran Premio Orsi Mangelli (2018), Grosser Preis von Deutschland (2019) och Axel Jensens Minneslopp (2019). Han kom på andraplats i Åby Stora Pris (2021) och Årjängs Stora Sprinterlopp (2021) samt på tredjeplats i Grote Prijs der Giganten (2021).

## Statistik

### Större segrar
| År   | Lopp                          | Kusk               | Vinstbelopp   | Grupp   |
| ---- | ----------------------------- | ------------------ | ------------- | ------- |
| 2018 | Gran Premio Orsi Mangelli     | Antonino di Nardo  | 1 656 000 SEK | Grupp 1 |
| 2019 | Grosser Preis von Deutschland | Rikard N. Skoglund | 776 250 SEK   | Grupp 1 |
| 2019 | Axel Jensens Minneslopp       | Rikard N. Skoglund | 300 000 SEK   | Grupp 2 |
| 2020 | Finlandialoppet               | Santtu Raitala     | 1 138 500 SEK | Grupp 1 |